# Strópones
Strópones, en grec moderne : Στρόπωνες, est un village du dème de Dírfys-Messápia, sur l'île d'Eubée, en Grèce. Il est situé entre les montagnes Dirfis, Xerovoúni et d'autres sommets, à 48 km de Chalcis.
Selon le recensement de 2011, la population de Strópones compte 498 habitants.